# Нолан Ру
Нолан Ру (фр. Nolan Roux, нар. 1 березня 1988, Комп'єнь) — французький футболіст, нападник клубу «Шатору».

## Клубна кар'єра
Народився 1 березня 1988 року в місті Комп'єнь. Вихованець юнацьких команд футбольних клубів «Кан», «Бове Уаз» та «Ланс».
У дорослому футболі дебютував у сезоні 2008/09, але провів всього одну гру за «Ланс» у Лізі 2 та одну в національному кубку, в якій забив гол. Не закріпившись у основному складі, влітку 2009 року перейшов в «Брест», де відразу став основним гравцем. Дебютував там в сезоні 2009/10, виступаючи в Лізі 2. У 34 іграх Ру відзначився 15 разів, чим допоміг клубу вийти в 1 Лігу і провів там з командою наступні півтора сезони.
Своєю грою привернув увагу представників тренерського штабу клубу «Лілль», до складу якого приєднався в січні 2012 року. Відіграв за команду з Лілля наступні три з половиною сезони своєї ігрової кар'єри. Більшість часу, проведеного у складі «Лілля», був основним гравцем атакувальної ланки команди.
До складу клубу «Сент-Етьєн» приєднався 20 липня 2015 року за 2 млн євро, підписавши контракт на три роки. Перший гол за нову команду забив 12 вересня у ворота «Монпельє». Матч закінчився на користь «Сент-Етьєна» (1:2).

## Виступи за збірну
Вперше вийшов у складі молодіжної збірної Франції 2 березня 2010 року на матч проти Бельгії. Всього того року зіграв у двох матчах молодіжки і забив два голи.

## Статистика виступів
Станом на кінець сезону 2014/15

### Статистика клубних виступів
| Сезон             | Команда           | Чемпіонат         | Чемпіонат | Чемпіонат | Національний кубок | Національний кубок | Національний кубок | Континентальні кубки | Континентальні кубки | Континентальні кубки | Інші змагання | Інші змагання | Інші змагання | Усього | Усього |
| Сезон             | Команда           | Ліга              | Ігор      | Голів     | Ліга               | Ігор               | Голів              | Ліга                 | Ігор                 | Голів                | Ліга          | Ігор          | Голів         | Ігор   | Голів  |
| ----------------- | ----------------- | ----------------- | --------- | --------- | ------------------ | ------------------ | ------------------ | -------------------- | -------------------- | -------------------- | ------------- | ------------- | ------------- | ------ | ------ |
| 2008-09           | «Ланс»            | Л2 (ІІ)           | 1         | 0         | КФ+КЛ              | 0+1                | 0+1                | -                    | -                    | -                    | -             | -             | -             | 2      | 1      |
| 2009-10           | «Брест»           | Л2 (ІІ)           | 34        | 15        | КФ+КЛ              | 1+1                | 1+0                | -                    | -                    | -                    | -             | -             | -             | 36     | 16     |
| 2010-11           | «Брест»           | Л1                | 29        | 6         | КФ+КЛ              | 0+1                | 0+0                | -                    | -                    | -                    | -             | -             | -             | 30     | 6      |
| 2011-12           | «Брест»           | Л1                | 18        | 4         | КФ+КЛ              | 1+1                | 0+2                | -                    | -                    | -                    | -             | -             | -             | 20     | 6      |
| Усього за «Брест» | Усього за «Брест» | Усього за «Брест» | 81        | 25        |                    | 5                  | 3                  |                      | 0                    | 0                    |               | 0             | 0             | 86     | 28     |
| 2011-12           | «Лілль»           | Л1                | 17        | 5         | КФ+КЛ              | 1+0                | 1+0                | ЛЧ                   | -                    | -                    | СФ            | -             | -             | 18     | 6      |
| 2012-13           | «Лілль»           | Л1                | 32        | 8         | КФ+КЛ              | 2+2                | 2+1                | ЛЧ                   | 8                    | 0                    | -             | -             | -             | 44     | 11     |
| 2013-14           | «Лілль»           | Л1                | 30        | 9         | КФ+КЛ              | 2+1                | 1+0                | -                    | -                    | -                    | -             | -             | -             | 33     | 10     |
| 2014-15           | «Лілль»           | Л1                | 33        | 9         | КФ+КЛ              | 1+1                | 0+0                | ЛЧ+ЛЄ                | 3+5                  | 0+1                  | -             | -             | -             | 43     | 10     |
| Усього за «Лілль» | Усього за «Лілль» | Усього за «Лілль» | 112       | 31        |                    | 10                 | 5                  |                      | 16                   | 1                    |               | 0             | 0             | 138    | 37     |
| 2015-16           | «Сент-Етьєн»      | Л1                | 5         | 1         | КФ+КЛ              | -                  | -                  | ЛЄ                   | 5                    | 1                    | СФ            | -             | -             | 10     | 2      |
| Усього за кар'єру | Усього за кар'єру | Усього за кар'єру | 196       | 57        |                    | 17                 | 10                 |                      | 21                   | 2                    |               | 0             | 0             | 234    | 69     |